# Attaque du 31 octobre 2023 du camp de Jabaliya
Pour un article plus général, voir Bombardements du camp de réfugiés de Jabaliya.
L'attaque du 31 octobre 2023 du camp de Jabaliya est survenue le 31 octobre 2023 lorsque le camp de réfugiés de Jabaliya a été attaqué par des avions de combat israéliens, tuant au moins 47 personnes. Plus d'une centaine de personnes seraient portées disparues sous les décombres. Le ministère de l'Intérieur de Gaza (en) a déclaré que le camp avait été "complètement détruit", avec des estimations préliminaires d'environ 400 blessés ou morts. Le porte-parole de Tsahal, Daniel Hagari, a confirmé que des avions de combat israéliens avaient attaqué le camp de réfugiés, et a affirmé que l'attaque avait tué Ibrahim Biari, l'un des principaux dirigeants des attentats du 7 octobre, ainsi que des dizaines de militants dans une "vaste zone souterraine de complexe de tunnels" sous le camp depuis lequel Biari commandait les opérations.

## Attaque
Le directeur de la défense civile à Gaza a déclaré à Al Jazeera qu'Israël avait largué six bombes de fabrication américaine dans la région. Les photos des conséquences montraient plusieurs grands cratères au milieu de bâtiments détruits. Le New York Times a cité un analyste qui a déclaré que les dégâts semblaient correspondre aux munitions d'attaque directe conjointe qu'utilise Israël.
Selon des responsables de Tsahal, Israël a ciblé l'espace entre les bâtiments afin de détruire un complexe de tunnels souterrains. Cependant, l'effondrement du réseau de tunnels a provoqué l’effondrement des fondations des bâtiments voisins provoquant leur effondrement à leur tour.
En 2023, le camp de réfugiés comptait 116 000 habitants.

## Témoignages
Jabir Sultan, résident du camp de Jabalia, interrogé peu de temps après le bombardement, déclare : « Les enfants et les femmes sont sous les décombres. Ici, nous n'avons aucun équipement, rien, nous ne pouvons rien faire, nous ne pouvons pas creuser ils sont tous morts. Et s'il y avait quelqu'un de vivant, il est mort à l'heure qu'il est. ».
Amir Ukasha, habitant de Jabaliya, interrogé quelques heures après le bombardement, déclare : « C'était un massacre. Un quartier entier a été détruit, un quartier entier avec ses habitants anéanti, avec des gens qui sont venus ici pour s'abriter, un quartier entier de gens coupés en morceaux, un quartier où les gens étaient en sécurité, pas une seule personne armée ou militaire. Toutes les personnes ici étaient des civils. Ils n'ont pas sorti un seul militaire ou un seul individu armé, pas un seul. ».

## Victimes
Le ministère de la Santé de Gaza a initialement signalé 50 personnes tuées et 150 blessées, puis « 195 martyrs, 120 disparus sous les décombres et 777 blessés » en prenant également en compte le bombardement du lendemain. L'hôpital indonésien voisin a déclaré avoir reçu 120 cadavres et soigné 280 blessés, dont la majorité étaient des femmes et des enfants. Les images de l'Agence France-Presse montraient 47 cadavres retirés des décombres. Le New York Times a également confirmé que des images montraient que des enfants, dont certains morts, avaient été retirés des décombres.

## Justification d'Israël
Israël a déclaré que le Hamas se cachait parmi la population civile. Il a également déclaré que cette opération avait tué un dirigeant clé du Hamas. Le Hamas a nié que son commandant ait été pris pour cible dans la zone. Israël a également déclaré avoir ciblé des tunnels et un centre de commandement.

## Réactions
Le journaliste d'Al Jazeera, Anas Al Shareef, était sur place et a déclaré : "C'est un massacre massif. Il est difficile de compter le nombre de bâtiments qui ont été détruits ici." Nebal Farsakh, porte-parole du Croissant-Rouge palestinien, a décrit la scène comme "absolument horrible".
Le médecin norvégien Mads Gilbert a déclaré : "Il ne fait absolument aucun doute qu'il s'agit d'un meurtre de masse." Melanie Ward, directrice générale de l'organisation à but non lucratif britannique Medical Aid for Palestinians (en), a déclaré : "Cette attaque marque un nouveau creux et devrait servir de signal d'alarme aux dirigeants et aux hommes politiques du monde entier. Le droit international est totalement ignoré ; Israël a au contraire accru la férocité de ses attaques aveugles et disproportionnées." Médecins sans frontières a condamné la frappe aérienne, déclarant "Assez, c'est assez !"

### Internationales
- : Le président brésilien Luiz Inácio Lula da Silva a tweeté : "Pour la première fois, nous assistons à une guerre dans laquelle la majorité des morts sont des enfants […] Stop ! Pour l'amour de Dieu, arrêtez ![13]"
- : L'Égypte a condamné l'attaque israélienne, la qualifiant d'attaque aveugle contre des civils[14].
- : L'Arabie saoudite a condamné l'attaque comme une violation du droit humanitaire international et a déploré l'échec de la communauté internationale à faire pression sur Israël pour qu'il obtienne un cessez-le-feu[15].
- : Les Émirats arabes unis ont condamné l'attaque israélienne et appelé à un cessez-le-feu immédiat[16].
- : Immédiatement après, les États-Unis ont refusé de commenter l'attaque[17].

### Organisations multinationales
- : La Ligue arabe a déploré le bombardement du camp de réfugiés de Jabaliya et a appelé à l'acheminement immédiat de l'aide à la bande de Gaza[18].